# Young Guns
Young Guns — британская альтернативная рок-группа. На данный момент выпущено 4 полноформатных альбомов, 3 мини-альбома и 12 синглов. Сингл «Bones» достиг №1 в Billboard Active Rock Charts в мае 2013.

## История

### Mirrors EPиAll Our Kings Are Dead(2008—2010)
22 июня 2009 года группа дебютировала мини-альбомом «Mirrors», которое включало песни «Weight of the World» и «Daughter of the Sea», после чего начала гастролировать, также в августе была на разогреве у Lostprophets. Спустя год, в июле 2010-го, Young Guns выпускают свой первый полноформатный альбом «All Our Kings Are Dead» под личным лейблом «Live Forever». Альбом достигает пика No. 43 в UK Albums Chart и No. 3 в обоих чартах UK Rock и Indie album charts.
В течения года группа играет на многих британских рок-фестивалях, включая Download Festival и открытие Reading Festival. После начинают небольшой тур по Британии. С 15 февраля Young Guns играют на разогреве у All Time Low с Yellowcard. 10 июля 2011 года дебютный полноформатный альбом группы был переиздан.

### Bones(2011—2013)
Осенью 2011 года группа начала запись нового альбома в студии Karma Sound Studios в Таиланде с продюсером Дэном Веллером. 13 октября 2011 года был выпущен сингл с предстоящего альбома под названием «Learn My Lesson», а в следующем месяце было объявлена дата релиза и название альбома. В декабре было выпущено montage-video «Brothers In Arms», доступное сделавшим предзаказ альбома. 2 января 2012 года состоялась премьера видеоклипа на заглавную песню альбома — «Bones» на Daniel P Carter’s Rock Show наRadio 1, а сам сингл вышел 20 февраля.
Второй альбом под названием «Bones» вышел в Британии 4 сентября 2012. Young Guns провели неделю в Нью-Йорке, играя на фестивале Apple Store in SOHO, а также проводили живой «вопрос-ответ» с фанатами. 22 октября того де года вышло музыкальное видео на песню «You Are Not» . Заглавная песня 'Bones' могла быть выбрана как главная тема WWE’s 29th annual Wrestlemania event, WrestleMania 29, 7 апреля 2013. Kerrang! Awards в июне 2013 вручили награду группе.
В декабре 2013 года, вместе с Asking Alexandria, открывала концерты Bullet For My Valentine.

### «Ones and Zeros» и «Echoes» (2014—настоящее время)
6 февраля 2014 началась запись нового альбома на Virgin EMI. В апреле стало известно, что группа выступит на 2014 Reading and Leeds Festival. 7 августа на BBC Radio представлен первый сингл с предстоящего третьего альбома — «I Want Out» и сразу встретил хорошие отзывы. Сингл стал номер 1 в iTunes Rock Chart.
8 июня 2015 года вышел третий альбом группы «Ones and Zeros», а в сентябре 2016-го четвертый «Echoes»

## Состав
| Текущий состав - Густав Вуд — вокал - Фрейзер Тейлор — гитара - Джон Тейлор — ритм-гитара, бэк-вокал - Саймон Митчелл — бас-гитара - Крис Камрада — барабаны, перкуссия | Бывшие участники - Бен Джоллайф — барабаны, перкуссия, бэк-вокал |

## Дискография

### Альбомы
| Год  | Название               | Лейбл                       |
| ---- | ---------------------- | --------------------------- |
| 2010 | All Our Kings Are Dead | Live Forever                |
| 2012 | Bones                  | Live Forever, Wind-Up, PIAS |
| 2015 | Ones and Zeros         | Wind-Up                     |
| 2016 | Echoes                 | Wind-Up                     |

| Год  | Название       | Лейбл        |
| ---- | -------------- | ------------ |
| 2009 | Mirrors        | Live Forever |
| 2010 | Sons of Apathy | Live Forever |
| 2010 | Crystal Clear  | Live Forever |

### Синглы
| Год  | Название песни       | Альбом                 |
| ---- | -------------------- | ---------------------- |
| 2009 | In the Night         | Mirrors                |
| 2010 | Winter Kiss          | All Our Kings Are Dead |
| 2010 | Sons of Apathy       | All Our Kings Are Dead |
| 2010 | Crystal Clear        | All Our Kings Are Dead |
| 2010 | Weight of the World  | All Our Kings Are Dead |
| 2011 | Stitches             | All Our Kings Are Dead |
| 2011 | Learn My Lesson      | Bones                  |
| 2012 | Bones                | Bones                  |
| 2012 | Dearly Departed      | Bones                  |
| 2012 | Towers (On My Way)   | Bones                  |
| 2012 | You Are Not (Lonely) | Bones                  |
| 2014 | I Want Out           | Ones and Zeros         |
| 2015 | Speaking In Tongues  | Ones and Zeros         |
| 2015 | Daylight             | Ones and Zeros         |
| 2015 | Infinity             | Ones and Zeros         |
| 2015 | Rising Up            | Ones and Zeros         |
| 2015 | Ones and Zeros       | Ones and Zeros         |
| 2016 | Bulletproof          | Echoes                 |
| 2016 | Mad World            | Echoes                 |

## Дополнительные ссылки
- Официальная страница Young Guns (англ.) на сайте Myspace
- Guns Видео на YouTube